# Бьюр, Петер
Петер Николай Крусе Бьюр (дат. Peter Nicolai Kruse Bjur; род. 2 февраля 2000, Рёдовре, Копенгаген) — датский футболист, полузащитник клуба «Эсбьерг».

## Клубная карьера
Бьюр — воспитанник клубов «Аварта» и Б-93. В 2016 году он дебютировал в основной состав последних. В 2017 году Бьюр перешёл в «Брондбю», где сначала выступал за молодёжную команду. 5 июля 2018 года в матче против «Ольборга» он дебютировал в датской Суперлиге. 15 августа 2019 года в квалификационном матче Лиги Европы против португальской «Браги» Петер забил свой первый гол за «Брондбю». В 2021 году он помог клубу выиграть чемпионат.
В начале 2023 года бьюр перешёл в «Орхус», подписав контракт на четыре года.

## Достижения
Клубные
 «Брондбю»
- Победитель датской Суперлиги — 2020/2021